# Frederico
Frederico est un prénom masculin portugais.

## Prénom
- Pour l'ensemble des articles sur les personnes portant ce prénom, consulter :
  - la liste des articles dont le titre commence par ce prénom
  - les listes produites par Wikidata : Liste des personnes de prénom « Frederico » — même liste en incluant les éventuels prénoms composés qui contiennent « Frederico ».
- Frederico Barrigana (1922-2007), gardien portugais de football
- Frederico Figueiredo (né en 1991), coureur cycliste portugais
- Frederico de Freitas (1902-1980), compositeur et chef d'orchestre portugais
- Frederico Gil (né en 1985), joueur portugais de tennis
- Frederico Chaves Guedes (né en 1983), joueur brésilien de football
- Frederico Rosa (1957-2019), joueur portugais de football
- Frederico Rodrigues de Paula Santos (né en 1992), joueur brésilien de football
- Frederico Saraiva, joueur mozambicain de rink hockey
- Augusto Frederico Schmidt (1906-1965), poète brésilien
- Talles Frederico Silva (né en 1991), athlète brésilien de saut en hauteur
- Frederico Sousa (né en 1978), joueur portugais de rugby
- Frederico Trajano (né en 1976), homme politique brésilien

## Référence
1. ↑  (en) « 10th Century Frisian Masculine Names », sur heraldry.sca.org (consulté le 28 décembre 2017)